# 閃光少女
「閃光少女」（せんこうしょうじょ）は、デジタル・ダウンロードシングルとして配信された東京事変の楽曲、および同名の映像作品集。発売元はEMIミュージック・ジャパン。

## 概要
「閃光少女」は、2007年9月に発表された東京事変の3作目のアルバム『娯楽（バラエティ）』製作時のセッション中に製作され、同年10月より開催されたライブツアー「東京事変 live tour 2007 Spa & Treatment」で新曲として発表された楽曲である。「初めて曲に接する時は、正面から向き合って生で聴いて欲しい」という椎名をはじめとするメンバーの希望から、発売前に生演奏で初披露するという形がとられた。ツアー最終公演日である11月21日から配信シングルと同タイトルの映像作品集が発売された。また同日発売のアナログ盤『娯楽 (バラエティ) 増刊号』には収録されたものの、しばらくCD音源化はされなかった。その後、2010年発表の4thアルバム『スポーツ』において初めてCDに収録されることになった。アナログ盤『娯楽 (バラエティ) 増刊号』とミュージック・ビデオ集には、同曲の別アレンジで英訳詞の「put your camera down」が収録されている。
2007年にスバルの軽自動車「ステラ/ステラリベスタ」「R2」のCMソングとしてテレビでオンエアされた。
2010年のライブツアー「東京事変 live tour 2010 ウルトラC」では、メンバーの亀田が自身に縁のある大阪公演のアンコールで、ギターによる弾き語りを披露した。
2013年、東京事変解散後に発売されたミュージック・ビデオ集『Golden Time』に、新バージョンのミュージック・ビデオが収録された。
2016年、映画『ちはやふる』の監督・小泉徳宏監修によるコンピレーション・アルバム「こいのうた 〜Inspired by 映画『ちはやふる』」に収録された。
2018年10月から、『AbemaTV』の格闘チャンネルにて、格闘リアリティ番組「格闘代理戦争　3RDSEASON」のテーマ曲に起用される。

### 制作の背景
本楽曲は、亀田誠治が作曲し、それに椎名林檎が歌詞をつけたもので、作曲者の亀田が付けた仮タイトルは「フード」。亀田は真冬の夕暮れ時に見かけたダウンジャケットを着てフードを被って天真爛漫に歩いている12、3歳の少女の現在と未来に思いを馳せ、「この子の将来って、誰に出会って、どういう人生を送るんだろう?」と心配になって忘れられなくなり、形に残すべく曲にしたと語っている。歌詞については、亀田から聞いたそのイメージを糸口に椎名が書いた。また椎名は、2ndアルバム『大人 (アダルト)』収録の「透明人間」を作詞する際に亀田が息子をイメージした曲だと知らずに歌詞を書いてしまったため、今回はその延長で書いたとも語っている。
演奏では、本来はキーボーディストの伊澤一葉がリード・ギター（エレキギター）を担当し、代わりに皆川真人がシンセサイザーを演奏している。これはダビングの時にディレクターの判断でアナログシンセサイザーの音が後から外注されたことによるが、伊澤はこの件について反省しており、後にピアノにこだわらずキーボーディストとしてシンセサイザー的な音作りや演奏まで守備範囲を広げる契機となった。

### 別バージョン「put your camera down」
アナログ盤とミュージック・ビデオ集に収録された「閃光少女」の英訳詞の別アレンジ・バージョン。この曲のトラックが「閃光少女」として最初に録音されたもの。亀田のもともとのデモのテンポは完成版に近かったものの、バンドで演奏しているうちに次第にテンポが落ちて行ってこの「put your camera down」の速さになったため、椎名がテンポを上げてもう一度録り直したいと提案して「閃光少女」は現在の形となった。
「put your camera down」（カメラを下に置いて）という英語のタイトルは、歌詞を英訳しているアメリカ人のRobbie Clarkが「どうしてもこのタイトルにしたい」と言ったことで決まった。
その意味は「カメラに焼き付けるんじゃなくその瞬間を頭や体に焼き付けよう」「今という瞬間を信じてその瞬間に没頭しよう」という歌詞の内容と同じことで、椎名曰く「みんな携帯で写真撮りすぎだと思います」とのこと。

### ミュージック・ビデオ
ミュージック・ビデオは映像クリエイターの児玉裕一が監督し、同タイトルの映像作品集に収録された。ビデオには東京事変のメンバーは出演しておらず、代わりに女優・モデルの松永かなみと石津悠が出演している。
ミュージック・ビデオ集『Golden Time』には、新たに撮り下ろした映像と過去のミュージック・ビデオから抜粋した名場面を編集した新バージョンが収録されており、さらに東京事変の歴代メンバー全員が一堂に会しセッションする場面もインサートされている。

## 配信限定シングル「閃光少女」
「閃光少女」（せんこうしょうじょ）は、東京事変の配信限定シングル。DVDとアナログ盤に先行してレコ直をはじめとする主要配信サイトにてモバイル配信（着うた、着うたフル、着ムービー）され、2007年11月21日の発売と同時にPC配信も開始された。

### 収録曲
| #  | タイトル     | 作詞     | 作曲     | 編曲     | 時間 |
| -- | ------------ | -------- | -------- | -------- | ---- |
| 1. | 「閃光少女」 | 椎名林檎 | 亀田誠治 | 東京事変 | 2:59 |

## 映像作品集『閃光少女』
『閃光少女』（せんこうしょうじょ）は、2007年11月21日に発表された東京事変3作目のミュージック・ビデオ集。本作はシングルCDの制約に捉われない新たなリリース形態の提示としてDVDでリリースされ、タイトルにもなっている新曲「閃光少女」のミュージック・ビデオのほか、先に発売されたシングル「OSCA」と「キラーチューン」を加えた3作のミュージック・ビデオを96kHz/24bitの高音質で収録している。さらに特典映像として「OSCA」のビデオ・クリップがバンド編、ダンサー編のマルチアングルで収められている。また「閃光少女エンドロール編」として、英訳詞の別バージョン「put your camera down」も収録されている。
初回限定版はギザギザ仕様。またジャケット写真では亀田が、メニュー画面では椎名がリモコンを握っている。

### 収録曲
| #  | タイトル                                 | 作詞 | 作曲・編曲 | 監督     | 時間 |
| -- | ---------------------------------------- | ---- | ---------- | -------- | ---- |
| 1. | 「OSCA」(ミュージック・ビデオ)           |      |            | 児玉裕一 | 4:58 |
| 2. | 「キラーチューン」(ミュージック・ビデオ) |      |            | 児玉裕一 | 4:45 |
| 3. | 「閃光少女」(ミュージック・ビデオ)       |      |            | 児玉裕一 | 2:57 |
| 4. | 「エンドロール」                         |      |            |          | 4:08 |

| #  | タイトル                                   | 作詞 | 作曲・編曲 |
| -- | ------------------------------------------ | ---- | ---------- |
| 1. | 「OSCA」(バンド編；ミュージック・ビデオ)   |      |            |
| 2. | 「OSCA」(ダンサー編；ミュージック・ビデオ) |      |            |